# 5085 Hippocrene
Az 5085 Hippocrene (ideiglenes jelöléssel 1977 NN) a Naprendszer kisbolygóövében található aszteroida. Nyikolaj Sztyepanovics Csernih fedezte fel 1977. július 14-én.